# Tasnádi Zoltán
Tasnádi Zoltán (Tiszaföldvár, 1948. április 27. –) labdarúgó, kapus.

## Pályafutása
1964-ben mutatkozott be a Martfű felnőtt csapatában az NB III-nan. 1966-ban igazolta le a Győri Vasas ETO. Az élvonalban 1968. március 10-én mutatkozott be az MTK ellen, ahol csapata 3–1-es vereséget szenvedett. 1969 és 1981 között a Békéscsaba kapusa volt. Az élvonalban összesen 73 mérkőzésen védett.